# 皮亞韋 (密西西比州)
皮亞韋（英語：Piave）是位於美國密西西比州格林縣的非建制地區。

## 歷史
皮亞韋於1919年設立，其後於1958年停運。

## 地理
皮亞韋所處的海拔為高於海平面83米（即272英呎），而該地所採用的時區為UTC-6，即北美中部時區（CST）。同時該地設有夏令時間，為UTC-6調快一小時，即UTC-5（CDT）。